# 밀라노 왕궁

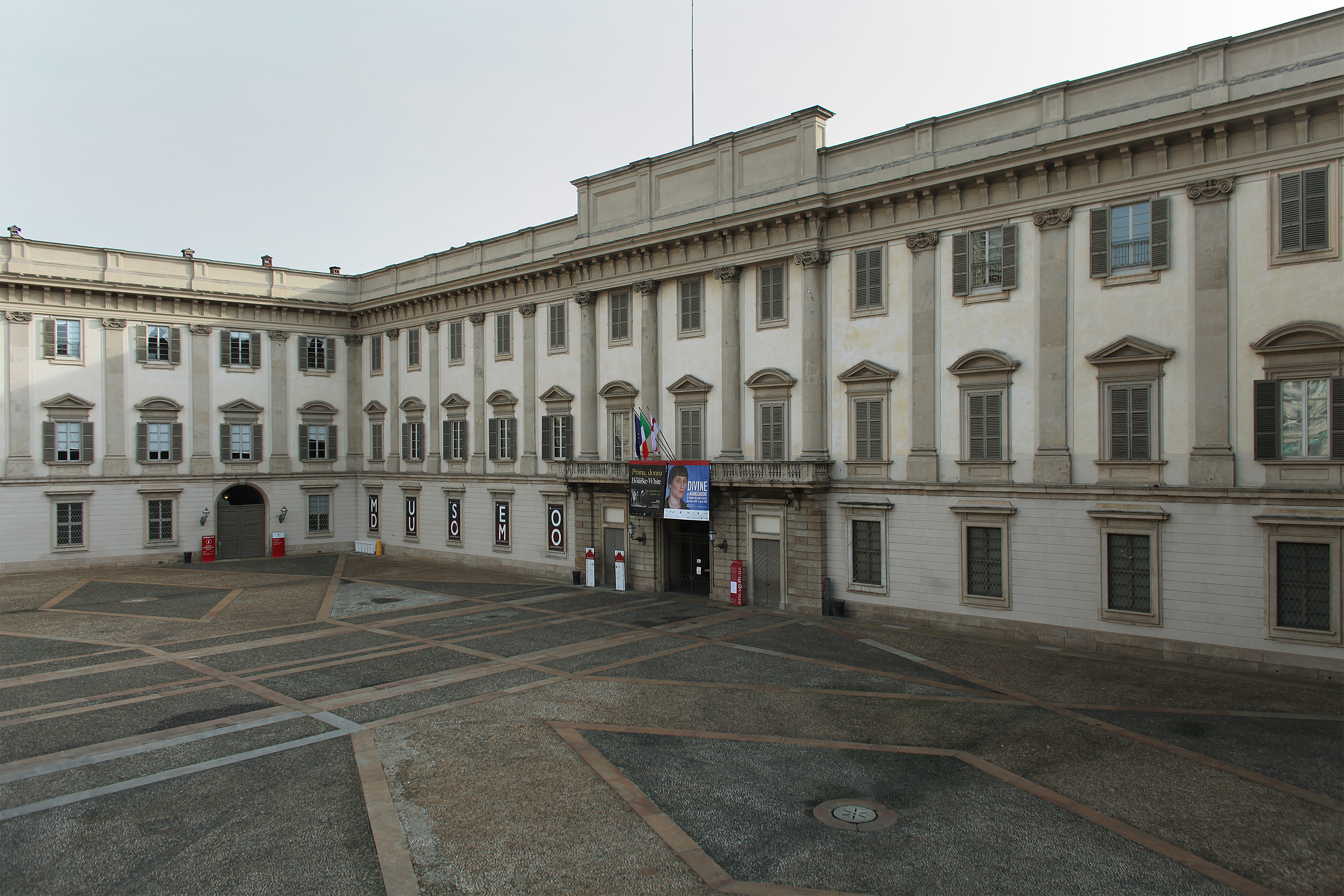
밀라노 왕궁

밀라노 왕궁(이탈리아어: Palazzo Reale di Milano)은 이탈리아 롬바르디아주 밀라노에 있는 궁전이다. 수세기 동안 이탈리아 밀라노의 시청 소재지였다. 현재는 문화 센터와 같은 역할을 하고 있다. 7,000제곱미터에 달하는 면적에 자리 잡고 있으며 전 세계의 유명 박물관 및 문화 기관과 협력하여 정기적으로 현대 미술 작품과 유명 컬렉션을 전시한다.